# ぼくの神さま
『ぼくの神さま』（ぼくのかみさま,Edges of the Lord）は、2001年にアメリカ合衆国で制作された映画。

## スタッフ
- 監督 : ユレク・ボガエヴィッチ
- 製作 : ゼヴ・ブラウン、フィリップ・クラップ、アヴィ・ラーナー
- 製作総指揮 : ダニー・ディムボート、トレヴァー・ショート、ボアズ・デヴィッドソン
- 脚本 : ユレク・ボガエヴィッチ
- 撮影 : パヴェル・エデルマン
- 音楽 : ヤン・A・P・カチュマレク
- 美術 : メイリン・チェン
- 編集 : デニス・ヒル

## キャスト
| 役名       | 俳優                           | 日本語吹替 |
| ---------- | ------------------------------ | ---------- |
| ロメック   | ハーレイ・ジョエル・オスメント | 矢島晶子   |
| 神父       | ウィレム・デフォー             | 山路和弘   |
| トロ       | リアム・ヘス                   | 川田妙子   |
| ヴラデック | リチャード・バネル             | 深水由美   |
| グニチオ   | オラフ・ルバスゼンコ           | 井上倫宏   |
| マンカ     | マルゴーザタ・フォアニアク     | 塩田朋子   |
| ヴラデック | リチャード・バネル             | 深水由美   |
| クルーバ   | アンドゼ・グラボースキー       | 佐々木睦   |
| マックス   | マレク・ウェグラースキー       | 水内清光   |
| セーラ     | エディタ・ユレッカ             | 棚田恵美子 |
| バテリン   | ライザード・ロンチェウスキー   | 遠藤純一   |
| ピラ       | ウォシーチ・スモラーズ         | 田野恵     |
| マリア     | オーラ・フリッツ               | 永島由子   |
| ロバール   | シリル・バホーニン             | 岸尾大輔   |
| エラ       | ドロータ・ピアセッカ           | 村竹あおい |
| 将校#2     | -                              | 西凜太朗   |

## ノベライズ
- 『ぼくの神さま』（竹書房、著 : ユレク・ボガエヴィッチ、翻訳 : 酒井紀子）